# Bumerang
Boomerang (/buːməræŋ/) hay bumerang là một công cụ ném, thường được chế tạo với dạng airfoil, thường có hình chữ V. Boomerang quay trở lại được thiết kế để quay trở lại vị trí người ném, trong khi boomerang không quay trở lại được thiết kế như một vũ khí để ném thẳng và theo truyền thống được một số thổ dân Úc sử dụng để săn bắn.

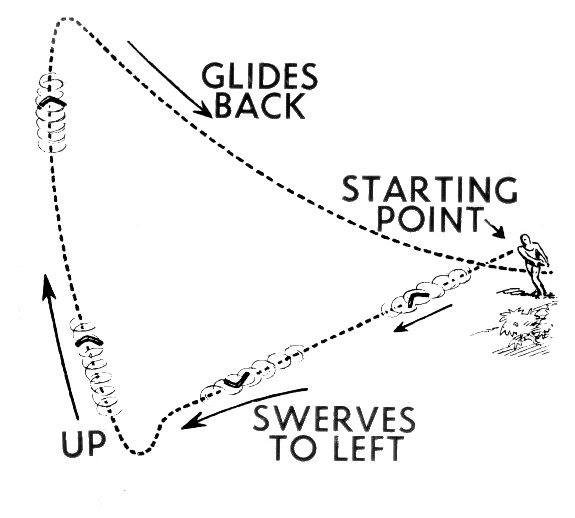
Đường đi của boomerang

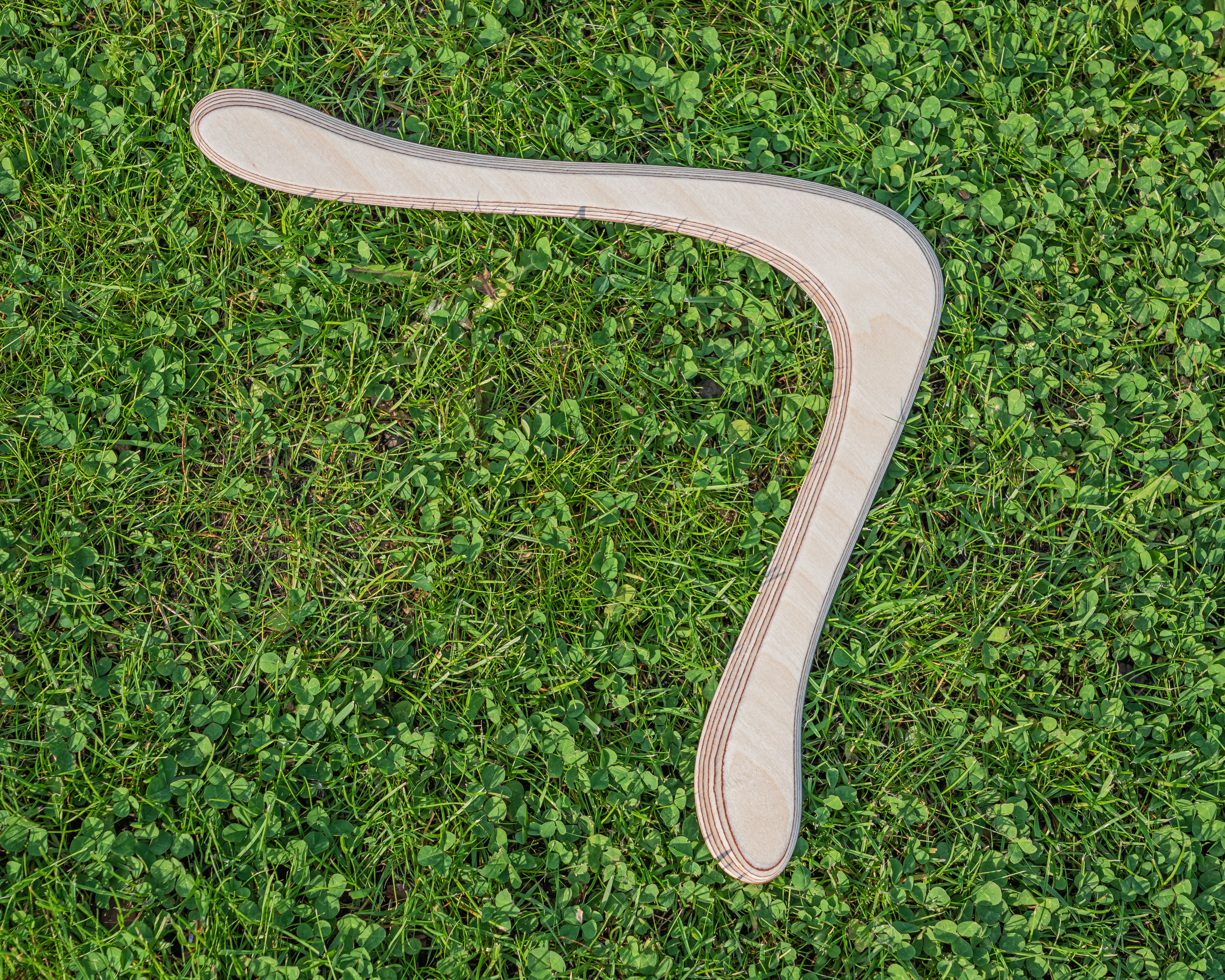
Một chiếc boomerang hiện đại cấu tạo từ ván ép, có khả năng trở lại vị trí người ném.

Trong lịch sử, boomerang đã được sử dụng để săn bắn, phục vụ cho thể thao, giải trí và được chế tạo với nhiều hình dạng và kích cỡ khác nhau để phù hợp với các mục đích khác nhau. Mặc dù được coi là một biểu tượng của Úc, boomerang cổ đại cũng đã được phát hiện ở Châu Phi, Châu Mỹ và Âu Á.

## Mô tả

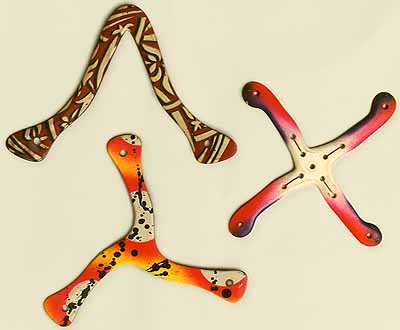
Boomerang thể thao

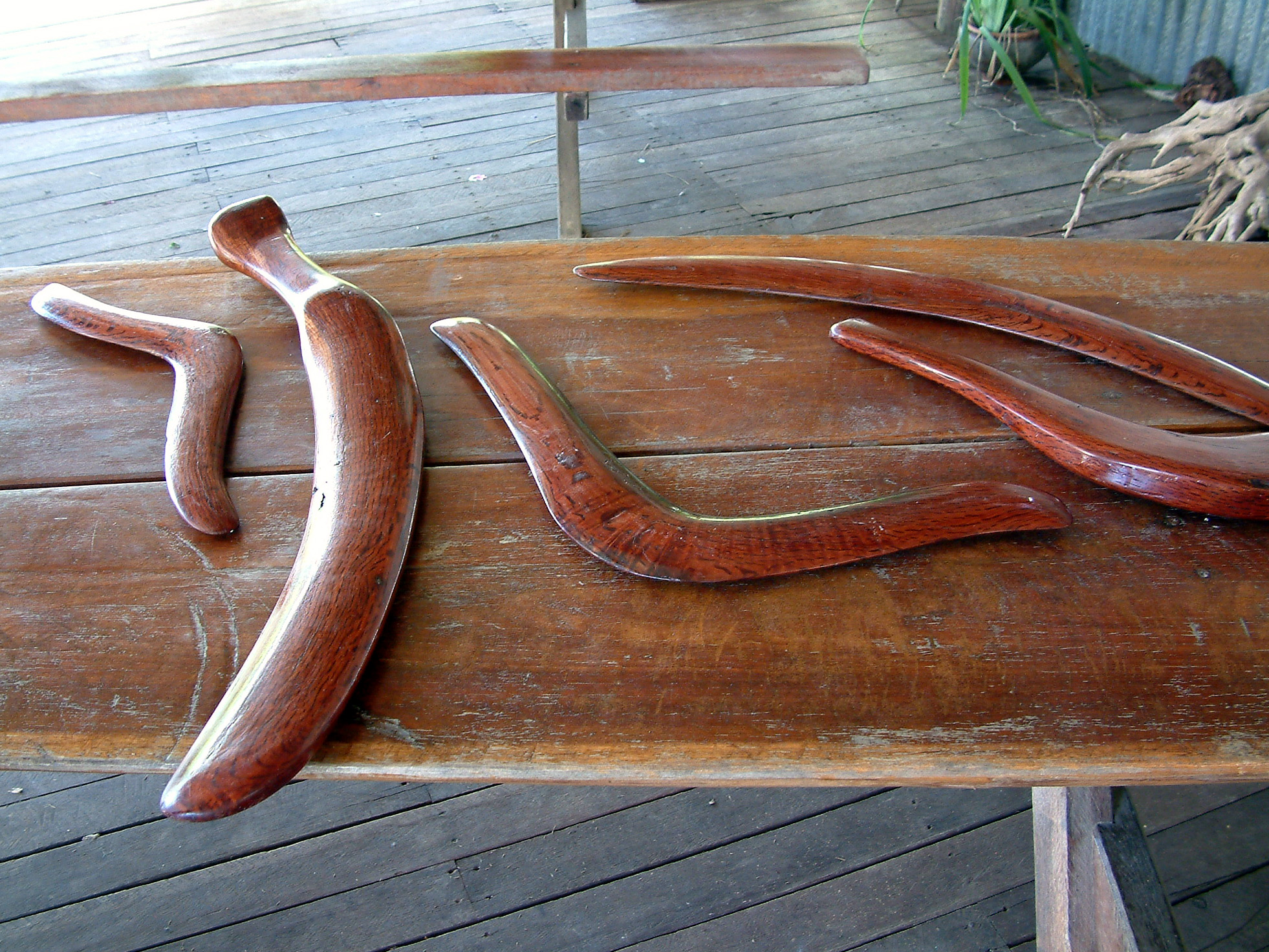
Boomerang của thổ dân Úc

Boomerang là một gậy ném có đặc tính khí động học, theo truyền thống được làm bằng gỗ, nhưng cũng có thể bằng xương, sừng, ngà và thậm chí cả sắt. Boomerang hiện đại được sử dụng cho thể thao có thể được làm từ ván ép hoặc nhựa như ABS, polypropylen, giấy phenolic hoặc polyme gia cố sợi carbon.
Boomerang có nhiều hình dạng và kích cỡ tùy thuộc vào nguồn gốc địa lý hoặc bộ lạc và chức năng dự định của chúng. Nhiều người chỉ nghĩ đến loại truyền thống của Úc, mặc dù ngày nay có nhiều loại boomerang dễ sử dụng hơn, chẳng hạn như boomerang hình chữ thập, chong chóng, Boomabird và nhiều loại khác ít phổ biến hơn.
- Boomerang quay trở lại: một chiếc boomerang quay trở lại có hai hoặc nhiều cánh airfoil được sắp xếp sao cho khi quay, chúng tạo ra các lực khí động học không cân bằng làm cong đường đi của nó thành hình elip, quay trở lại điểm xuất phát khi ném chính xác. Hình chữ L điển hình của chúng khiến chúng trở thành dạng boomerang dễ nhận biết nhất. Mặc dù được sử dụng chủ yếu để giải trí, nhưng những chiếc boomerang quay trở lại cũng được sử dụng để đánh lừa các loài chim. Boomerang sẽ được ném để khiến những con chim sợ hãi bay và mắc vào lưới đang chờ sẵn. Boomerang thi đấu phi truyền thống, hiện đại có nhiều hình dạng, kích cỡ và chất liệu.

- Boomerang không quay trở lại: gậy ném, valari hoặc kylies, chủ yếu được sử dụng làm vũ khí. Chúng thiếu các phần cánh khí động học, thường nặng hơn và được thiết kế để di chuyển thẳng và mạnh nhất có thể đến mục tiêu. Biến thể Tamil valari, có nguồn gốc cổ xưa và được đề cập trong văn học Tamil Sangam "Purananuru", là một trong số đó. Mặc dù valari có nhiều hình dạng và kích cỡ nhưng chúng thường được làm bằng gang đúc từ khuôn. Tuy nhiên, một số có thể có các cánh bằng gỗ, có đầu bằng sắt hoặc với các cạnh được mài sắc đến mức chết người, hoặc bằng dao găm hai lưỡi và sắc như dao cạo đặc biệt được gọi là kattari.

## Khí động lực học
Boomerang có thể được tạo ra cho người ném thuận tay phải hoặc tay trái. Sự khác biệt giữa bên phải và bên trái là rất nhỏ, dạng phẳng giống nhau nhưng các cạnh đầu của cánh airfoil bị đảo ngược. Boomerang thuận tay phải có quỹ đạo bay vòng tròn, ngược chiều kim đồng hồ, trong khi boomerang thuận tay trái bay theo chiều kim đồng hồ. Hầu hết boomerang thể thao có trọng lượng từ 70 và 110 gam (2,5 và 3,9 oz), có sải cánh 250–350 milimét (9,8–13,8 in) và tầm bay 20–40 m (22–44 yd).
Một chiếc boomerang hầu hết sau đó rơi theo hình xoắn ốc. Khi boomerang được ném với độ xoáy cao, boomerang sẽ bay theo đường cong chứ không phải đường thẳng. Khi ném đúng cách, boomerang sẽ quay trở lại điểm xuất phát. Khi cánh quay và boomerang di chuyển trong không khí, luồng không khí trên cánh tạo ra lực nâng trên cả hai "cánh". Tuy nhiên, trong một nửa vòng quay đầu của mỗi cánh, tốc độ không khí sẽ cao hơn, bởi vì tốc độ quay và tốc độ tiến cộng lại, và khi nó ở nửa vòng quay còn lại, tốc độ quay sẽ trừ đi tốc độ tiến. Do đó, nếu được ném gần như thẳng đứng, mỗi cánh sẽ tạo ra lực nâng ở phía trên nhiều hơn so với phía dưới.

## Hình ảnh

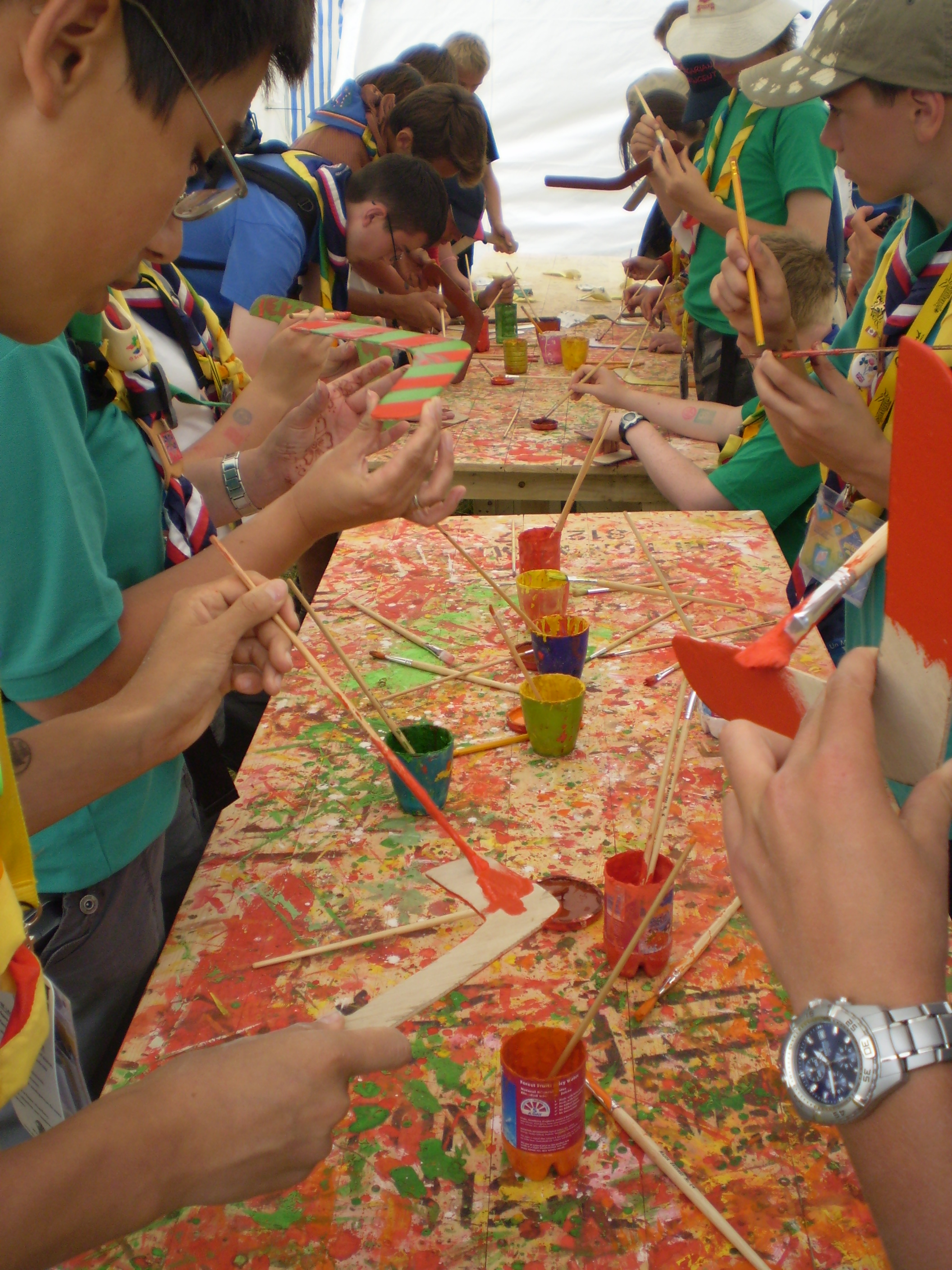
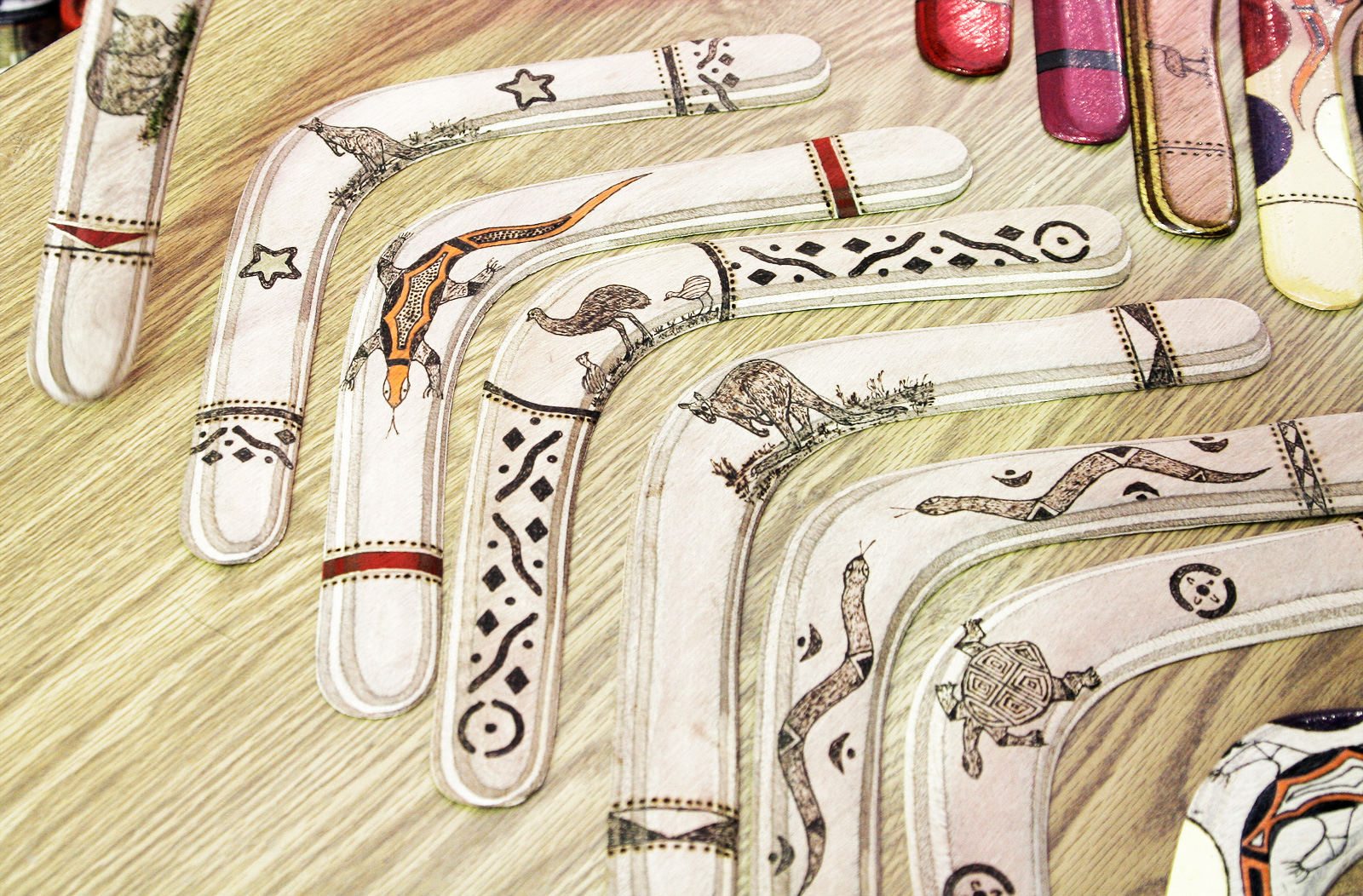
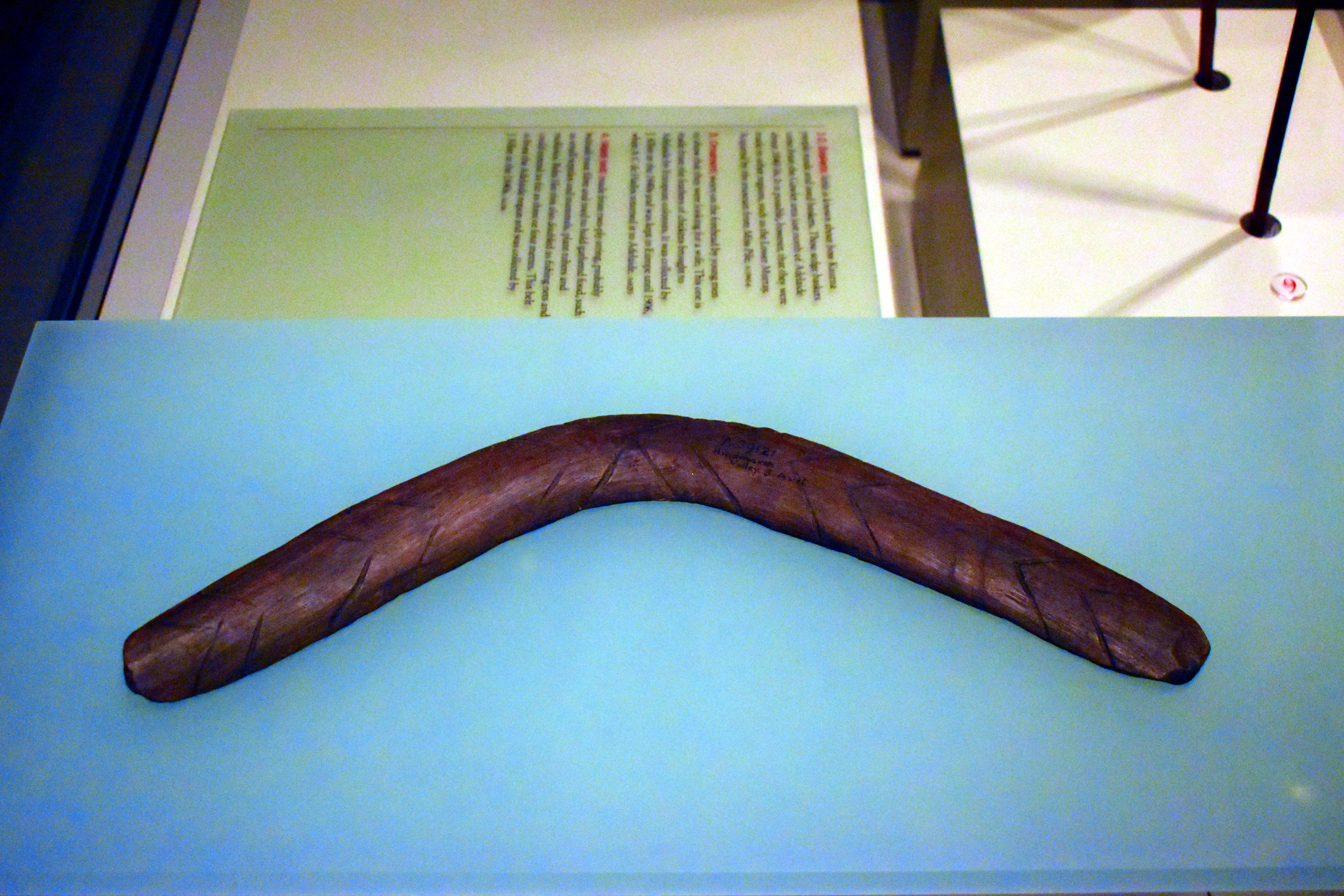